# الولادة داخل الرحم
الولادة داخل الرحم هي لوحة زيتية على قماش للراسام الاسباني سلفادور دالي ،رسمها في عام 1921، وكان عمره آنذاك 17 عامًا. تم التصديق عليها عام 2013، وتعتبر أول عمل سريالي للرسام.

## المصادقة
حتى عام 2013، كان العمل يعتبر مجهولا. في عام 1988، اكتشف الرسام ومؤرخ الفن توميو لامو اللوحة في متجر في جيرونا . اشتبه في أنها للرسام سلفادور دالي بسبب ألوانها، فاشتراها مقابل 25000 بيزيتا ، أي ما يعادل حوالي 150 يورو.
بين عامي 2004 و2013، قام المالك بتحليل اللوحة.الذي يعود تاريخها إلى عام 1896 ، أي قبل ولادة الرسام دالي بثماني سنوات، ويحدد الخبراء أنها رسمت بالتأكيد في عام 1921 تقريبًا.: « كان دالي معروفًا بذوقه في الاستفزاز والغموض، وقد استخدم رمزًا رقميًا لإخفاء التاريخ » . ويخلص التحليل الخطي أيضًا إلى أن الكتابة المستخدمة في الإهداء ، في أسفل يمين اللوحة، تتوافق مع كتابة دالي. مكتوب باللغة الكاتالونية ، ويحتوي أيضًا على « خطأ إملائي كان يرتكبه دالي وتم تصحيحه ليصبح غير مرئي بالعين المجردة ». يتعلق هذا الخطأ بقلب الحروف b " و " v " في كلمة " benvolgut »(" مُقدَّر ")، ثم تم إخفاء الخطأ بالطلاء الأسود.

## وصف
العمل مرسوم بالقلم الأزرق والأسود قبل رسمه خطوط عريضة. وهو يصور ملائكة تطفو في السماء فوق بركان.